# John Blue Island
John Blue Island  är en ö i Matinenda Lake.  Den ligger i Algoma District i provinsen Ontario i sydöstra Kanada.